# Матвєєв Олександр Костянтинович (почесний громадянин Херсона)
Олександр Костянтинович Матвєєв (нар. 25 травня 1907, Херсон — пом. 1992) — херсонський робітник, токар, неодноразовий депутат Херсонської міської ради; почесний громадянин Херсона з 1970 року.

## Біографія
Народився 25 травня 1907 року в місті Херсоні. 1926 року закінчив фабрично-заводське училище і став працювати токарем. З 1929 по 1937 рік служив в Червоної армії. З 1937 року знову працював токарем на заводі імені Комінтерну. У серпні 1941 року разом з заводом був евакуйований до Татарстану, де до березня 1944 року працював над виконанням завдань оборонного значення. Після відвоювання Херсона у березні 1944 року, повернувся до міста, відбудовував завод імені Комінтерну.
З 1946 року по 1961 рік та з 1971 року по 1985 рік обирався депутатом Херсонської міської ради депутатів трудящих та членом її виконавчого комітету. У 1963 році колектив заводу висунув Олександра Костянтиновича на посаду голови профспілкового комітету, на якій він працював до 1965 року включно, а з 1966 року знову токарем на заводі.
Помер у 1992 році.

## Відзнаки
- орден «Знак Пошани» (1948, за ініціативу працювати за верстатом без ремонту та профілактики протягом трьох років);
- «Кращий токар Херсонської області» (1954);
- Нагороджений:
  - грамотами, Почесними грамотами, знаком «Відмінник соцзмагання»;
  - ювілейним знаком «40 років стахановського руху»;
  - медалями «За доблесну працю», «Ветеран праці», «30 років Перемоги у Великій Вітчизняній війні 1941—1945 рр.».
- «Заслужений працівник транспорту Української РСР» (1982, у зв'язку з 75-річчям з дня народження та 60-річчям трудової діяльності на заводі);
- «Почесний громадянин міста Херсона» (присвоєно рішенням X сесії Херсонської міської ради депутатів трудящих XII скликання № 70 від 22 жовтня 1970 року за багаторічну самовіддану працю по відновленню і розвитку Херсона та активну громадську діяльність)[1].